# 747
747（七百四十七、ななひゃくよんじゅうなな）は自然数、また整数において、746の次で748の前の数である。

## 性質
- 747は合成数であり、約数は 1, 3, 9, 83, 249, 747 である。
  - 約数の和は1092。
- 84番目の回文数である。1つ前は737、次は757。
  - 1桁の数を除くと74番目の回文数である。
- 各位の和が18になる31番目の数である。1つ前は738、次は756。
- 747 = 12 + 112 + 252 = 32 + 32 + 272 = 52 + 192 + 192 = 72 + 132 + 232 = 92 + 152 + 212 = 132 + 172 + 172
  - 3つの平方数の和6通りで表せる51番目の数である。1つ前は746、次は750。(オンライン整数列大辞典の数列 A025326)
  - 747 = 12 + 112 + 252 = 72 + 132 + 232 = 92 + 152 + 212
    - 異なる3つの平方数の和3通りで表せる85番目の数である。1つ前は745、次は762。(オンライン整数列大辞典の数列 A025341)
- 747 = 83 + 93 + 103/3 = 93 + 2 × 9
  - x = 9 のときの フィボナッチ多項式 F4(x) = x3 + 2x の値とみたとき1つ前は528、次は1020。(オンライン整数列大辞典の数列 A054602)
- 747 = 729 + (7 + 2 + 9)
  - n = 27 のときの n2 とその各位の和との和とみたとき1つ前は695、次は803。(オンライン整数列大辞典の数列 A171613)
  - n = 9 のときの n3 とその各位の和との和とみたとき1つ前は520、次は1001。(オンライン整数列大辞典の数列 A123135)

## その他 747 に関連すること
- 西暦747年
- 紀元前747年
- ボーイング747は、アメリカのボーイング製の旅客機。
- NHKラジオ第2放送札幌の周波数は、747kHz。
- カラオケルーム747、パーラー747　（金嶋観光グループ）
- 747 スーパータンカー
- 747リアルオペレーション
- 747 × 10−2 = 7.47 は {\displaystyle \pi +e+\varphi } の数字列である。(ただしφは黄金数)(オンライン整数列大辞典の数列 A133055)